# Palombaro (Italia)
Palombaro è un comune italiano di 946 abitanti della provincia di Chieti in Abruzzo. Faceva parte fino al 2013 della Comunità montana della Maielletta, poi soppressa dalla Regione Abruzzo.

## Origini del nome
Verosimilmente il nome del paese deriva dal latino palumbus che significa colombo col suffisso -arius che indica un luogo dove covavano i colombi. Altre ipotesi sono il nome derivi da palumbarius una specie di falcone che si nutriva di colombe o, altrimenti, da palummane che, nel gergo dialettale, era un palo che si teneva in mano, ipotesi avvalorata dallo stemma del paese ove viene rappresentato un braccio nudo di un uomo che regge, con la mano, una clava (forse Ercole).

## Storia
Degli scavi archeologici in un sito italico hanno portato alla luce una statuetta di Ercole nell'atto di assalire risalente all'epoca tardo-ellenistica; sulla base di un'iscrizione rinvenuta in zona lo storico tedesco Theodor Mommsen ipotizzò che l'attuale centro abitato di Palombaro sorgesse sul sito dell'antica Romulea, città sannitica distrutta nel III secolo a.C.. Altri reperti archeologici, in località Piano Laroma, provano che la zona era abitata già dall'epoca romana; tali scavi hanno scoperto un teatro, degli edifici e delle strade lastricate, probabilmente riferibili alla città di Cluviae. Successivamente, il Castrum Laromae fu distrutto dagli Ungari nel 1417. Alcuni vogliono la fondazione del paese in epoca romana, tuttavia, i primi documenti storici sono del XII secolo, quando è feudo, col nome di Palumbarium, di due militi e gestito da Odorisius filius Berardi de Quadris, personaggi di origine franca e discendenti dei conti di Valva. Nel XIV secolo fu ricordato per le decime del 1308 e del 1326 per i clerici dei castri Palumbini e per i clerici de Palomarii. Nel XV secolo fu feudo della signoria De Letto ed, in seguito, dei baroni D'Ugno mentre, nel XVII secolo di Giovanni Battista Borghese e nel XVIII secolo dei Castiglione di Penne.

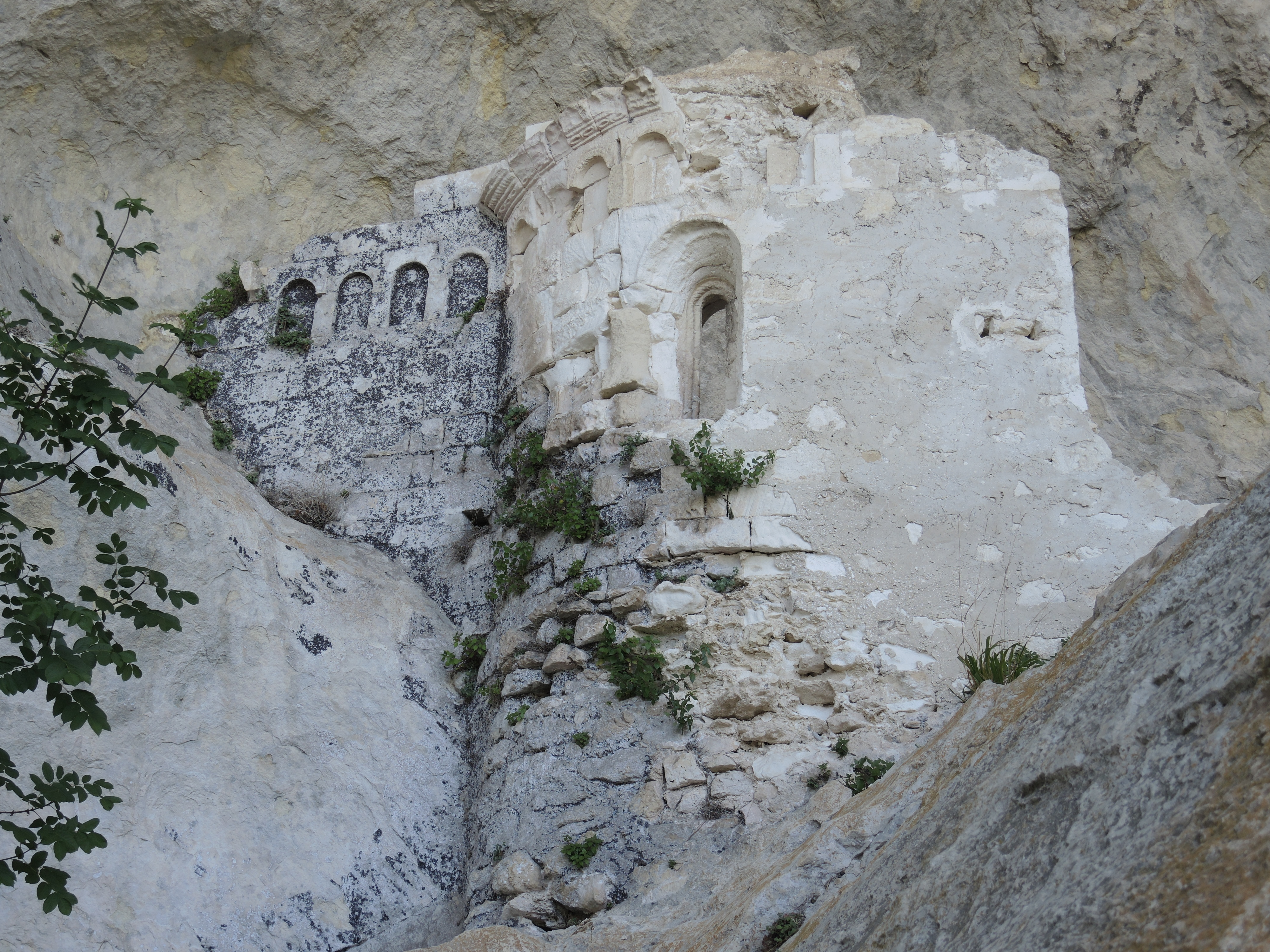
Grotta Sant'Angelo (XI secolo)

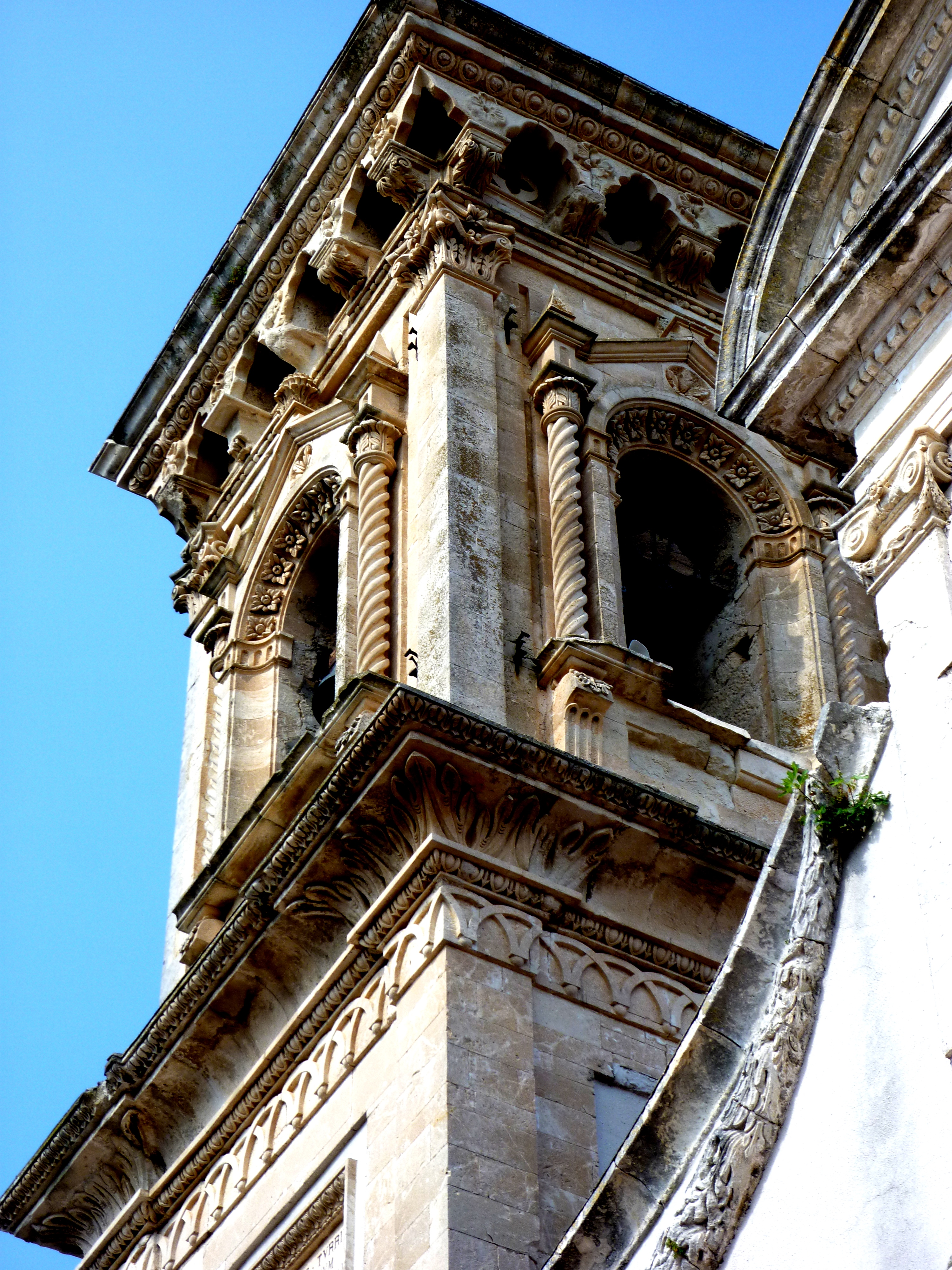
Il campanile di Santa Maria Assunta

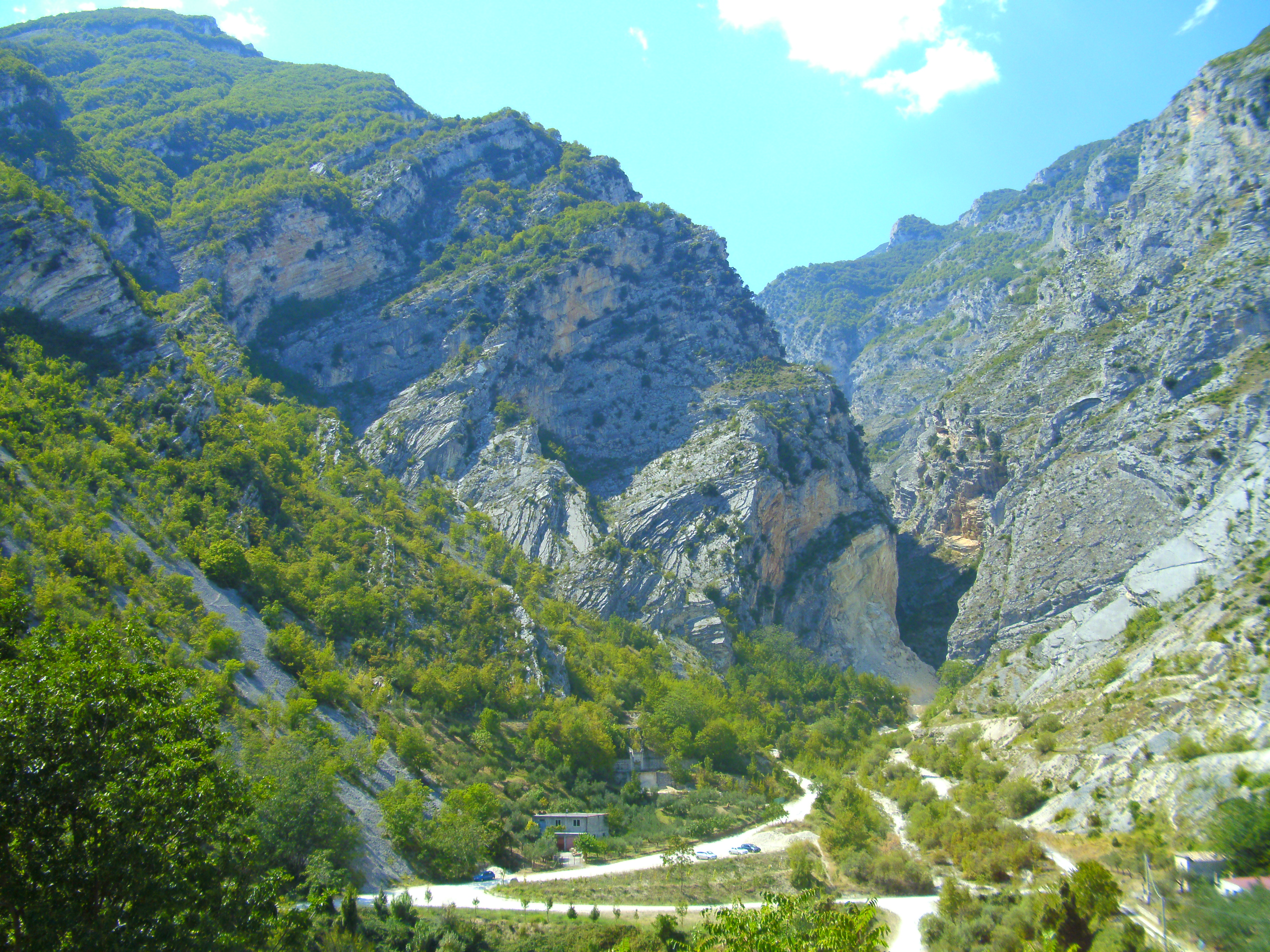
Le gole di Fara San Martino e Palombaro

## Monumenti e luoghi d'interesse
- Chiesa rupestre di Sant'Agata d'Ugno e Grotta di Sant'Angelo. La chiesa è sita nella grotta di Sant'Angelo in località Sant'Agata d'Ugno, vicino Lama dei Peligni. Anticamente era destinato al culto di San Michele Arcangelo ma ora ne resta solo l'abside in conci di pietra squadrata in stile romanico. Degli archetti su tutto l'invaso dell'abside sono in pietra calcarea della Maiella. La tradizione vuole che la chiesa è stata costruita tra il XI ed il XII secolo su un tempio dedicato a Bona, dea della fertilità. L'unica fonte storica che la riguarda è una bolla di Onorio III che cita i possedimenti dell'abbazia di San Martino in Valle tra cui le chiese di Sant'Angelo e di San Flaviano di Palombaro.[8] La grotta ha pianta rettangolare con l'ingresso largo 35 metri. La grotta, oltre i ruderi della chiesa, conserva i ruderi di quattro cisterne per la raccolta di acqua piovana di cui, le prime due sono poste al lato destro dell'ingresso, la prima è di forma semicircolare, mentre la seconda è di forma rettangolare collegate fra di loro per mezzo di un foro.  La terza vasca è di forma ellissoidale ed è stata realizzata ai piedi di un masso roccioso nel fondo della grotta, questa cisterna raccoglieva l'acqua di scolo della grotta. La quarta cisterna è sita all'esterno ha una forma pseudorettangolare e presenta un foro di scolo.[9] Una tradizione vuole che le puerpere fedeli alla dea Bona si recassero nella grotta e cospargersi con l'acqua delle sorgenti all'interno della grotta le mammelle per favorire l'abbondanza di latte. In seguito la presenza di vasche di acqua, come simbolo pastorale, ha fatto sorgere il culto di San Michele Arcangelo[10]
- Chiesa di San Rocco. È sita in piazza San Rocco. Da alcune fonti è stata costruita nel XVII secolo. La facciata consta di un coronamento curvo. Il paramento è realizzato in pietra calcarea. L'unico elemento d'interesse è il portale in pietra. L'interno è a navata unica.[11]
- Chiesa di Santa Maria della Serra (o dell'Assunta). È sita a sud del paese. È stata costruita nel XVI secolo su una preesistente chiesa del XIII secolo. Il campanile, suddiviso da cornici marcapiano è invece del Settecento. La cornice di coronamento è opera dello scultore Felice Giuliante. La facciata è suddivisa da paraste. Inoltre un timpano è sito al centro della facciata.[12]
- Chiesa di San Salvatore. È sito in corso Umberto. L'iscrizione sul campanile, sito sul retro, afferma che la chiesa è stata costruita nel 1672 su una precedente chiesa. La facciata termina in un timpano. Il presbiterio ha una volta a cupola.[13]
- Palazzo Menna. È sito in Piazza del Plebiscito. È costituito dalla fusione di più palazzi nel XIX secolo. La facciata principale è su due livelli. L'intonaco è celeste.[14]
- Ex Ospedale. È sito in Via Orientale. Il palazzo è conosciuto nel paese anche come Palazzo Di Giuseppe. Da tempo è in stato di incuria. L'edificio è suddiviso in due livelli, mentre sul lato opposto di Via Orientale consta anche di un seminterrato. Sulla facciata principale vi è un portale incorniciato da paraste. Inoltre, i capitelli, in stile dorico sostengono una trabeazione che a sua volta sorregge la balconata del piano nobile. Delle mensole sostengono il cornicione della facciata.[15]
- E, nei dintorni, riserva naturale Fara San Martino-Palombaro e riserva naturale Feudo Ugni

## Società

### Evoluzione demografica
Abitanti censiti

## Cultura

### Eventi
- 1ª domenica di giugno: Festa di San Domenico abate.
- 3ª domenica di luglio: passeggiata ecologica nella Valle di Palombaro.
- 1ª domenica di agosto: Festa di Sant'Antonio in contrada Limiti.
- 14 agosto: festa di Sant'Antonio con sagra.
- 15 agosto: festa patronale dell'Assunta.
- 22-23 agosto: festa dell'ottonario dell'Assunta in contrada Tornelli.
- 3 novembre: festa della Madonna della Libera.

## Amministrazione
| Periodo        | Periodo        | Primo cittadino     | Partito                              | Carica  | Note          |
| -------------- | -------------- | ------------------- | ------------------------------------ | ------- | ------------- |
| 23 aprile 1995 | 13 giugno 2004 | Sante Di Giuseppe   | Lista Civica di Centro-destra        | Sindaco | [ 18 ] [ 19 ] |
| 14 giugno 2004 | 7 giugno 2009  | Giuseppe Pizzi      | Lista Civica                         | Sindaco | [ 20 ]        |
| 8 giugno 2009  | in carica      | Consuelo Di Martino | Lista Civica Un futuro per Palombaro | Sindaco | [ 1 ] [ 21 ]  |